# Gustav Janeček
Gustav Janeček (Konopiště, 30. studenog 1848. – Zagreb, 8. rujna 1929.), hrvatski kemičar i farmaceut češkog podrijetla. Njegovom zaslugom izgrađena su dva kemijska zavoda te je uspostavio preteču današnjeg Farmaceutsko-biokemijskog fakulteta.

## Životopis
U Pragu je studirao farmaciju i kemiju te doktorirao 1875. godine. Na Tehničkoj visokoj školi u Beču je habilitirao 1897. Iste godine prelazi na Mudroslovni fakultet u Zagrebu radeći kao izvanredni profesor. Četiri godine nakon postaje profesor kemije. Sljedećih 45 godina obnašao je dužnost predstojnika Kemijskog zavoda, a u tri mandata bio dekan Fakulteta. Godine 1909./10. bio je prorektor.
Utemeljitelj je suvremenog kemijskog studija u Hrvatskoj. Janeček je prvi u Hrvatskoj obavljao kemijske analize kao sudski vještak te ga se stoga smatra osnivačem hrvatske forenzike. Godine 1918. je osnovao veletrgovinu lijekova "Isis" (kasnije "Medika") te tvornicu "Kaštel" u Karlovcu 1921. (danas PLIVA). U razdoblju od 1921. do 1924. obnašao je dužnost predsjednika JAZU-a.
Gustav Janeček je godine 1893. utemeljio "Društvo za uređenje i proljepšanje Plitvičkih jezera". Njegovom zaslugom uređene su prvi putevi i sagrađena prva odmarališta u parku.

## Spomen
- Godine 2009. njemu u čast postavljena je spomen-ploča na Plitvičkim jezerima.[3]
- HAZU je 1998. postavila spomen-ploču na Janečekovoj kući na Trgu kralja Tomislava u čast 150. godišnjice njegova rođenja.
- Ulica u Ivanjoj Reki od 1993. godine nosi njegovo ime.[4]

## Vanjske poveznice
Mrežna mjesta
- Gustav Janeček Hrvatska tehnička enciklopedija, portal hrvatske tehničke baštine. LZMK